# Макарки
Макарки (Макаркі, пол. Makarki) — село в Польщі, у гміні Городиськ Сім'ятицького повіту Підляського воєводства. Населення — 164 особи (2011).

## Історія
Вперше згадується 1554 року.
У 1975—1998 роках село належало до Білостоцького воєводства.

## Демографія
Демографічна структура станом на 31 березня 2011 року:
|          | Загалом | Допрацездатний вік | Працездатний вік | Постпрацездатний вік |
| -------- | ------- | ------------------ | ---------------- | -------------------- |
| Чоловіки | 82      | 19                 | 47               | 16                   |
| Жінки    | 82      | 16                 | 25               | 41                   |
| Разом    | 164     | 35                 | 72               | 57                   |